# Saúl Gutiérrez Macedo
Saúl Gutiérrez Macedo (Lázaro Cárdenas, 28 de diciembre de 1992) es un deportista mexicano que compite en taekwondo.
Ganó una medalla de bronce en el Campeonato Mundial de Taekwondo de 2015 y una medalla de oro en el Campeonato Panamericano de Taekwondo de 2014. En los Juegos Panamericanos de 2015 consiguió una medalla de oro.

## Palmarés internacional
| Campeonato Mundial      | Campeonato Mundial      | Campeonato Mundial | Campeonato Mundial |
| Año                     | Lugar                   | Medalla            | Categoría          |
| ----------------------- | ----------------------- | ------------------ | ------------------ |
| 2015                    | Cheliábinsk (Rusia)     | Medalla de bronce  | –63 kg             |
| Juegos Panamericanos    |                         |                    |                    |
| Año                     | Lugar                   | Medalla            | Categoría          |
| 2015                    | Toronto (Canadá)        | Medalla de oro     | –68 kg             |
| Campeonato Panamericano |                         |                    |                    |
| Año                     | Lugar                   | Medalla            | Categoría          |
| 2014                    | Aguascalientes (México) | Medalla de oro     | –63 kg             |